# Villard (Minnesota)
Villard es una ciudad ubicada en el condado de Pope en el estado estadounidense de Minnesota. En el Censo de 2010 tenía una población de 254 habitantes y una densidad poblacional de 122,89 personas por km².

## Geografía
Villard se encuentra ubicada en las coordenadas 45°42′52″N 95°16′11″O / 45.71444, -95.26972. Según la Oficina del Censo de los Estados Unidos, Villard tiene una superficie total de 2.07 km², de la cual 2.06 km² corresponden a tierra firme y (0.13%) 0 km² es agua.

## Demografía
Según el censo de 2010, había 254 personas residiendo en Villard. La densidad de población era de 122,89 hab./km². De los 254 habitantes, Villard estaba compuesto por el 95.67% blancos, el 0% eran afroamericanos, el 1.97% eran amerindios, el 0.79% eran asiáticos, el 0% eran isleños del Pacífico, el 0% eran de otras razas y el 1.57% pertenecían a dos o más razas. Del total de la población el 0.39% eran hispanos o latinos de cualquier raza.